# Lands of Lore: The Throne of Chaos
Lands of Lore: The Throne of Chaos è un videogioco di ruolo del 1993 sviluppato da Westwood Studios, primo episodio della trilogia Lands of Lore.

## Versioni
Il gioco è stato pubblicato sia in versione floppy disk che in CD-ROM: in quest'ultima sono presenti le voci digitalizzate dei personaggi; fra i doppiatori Patrick Stewart.